# 雷赫河

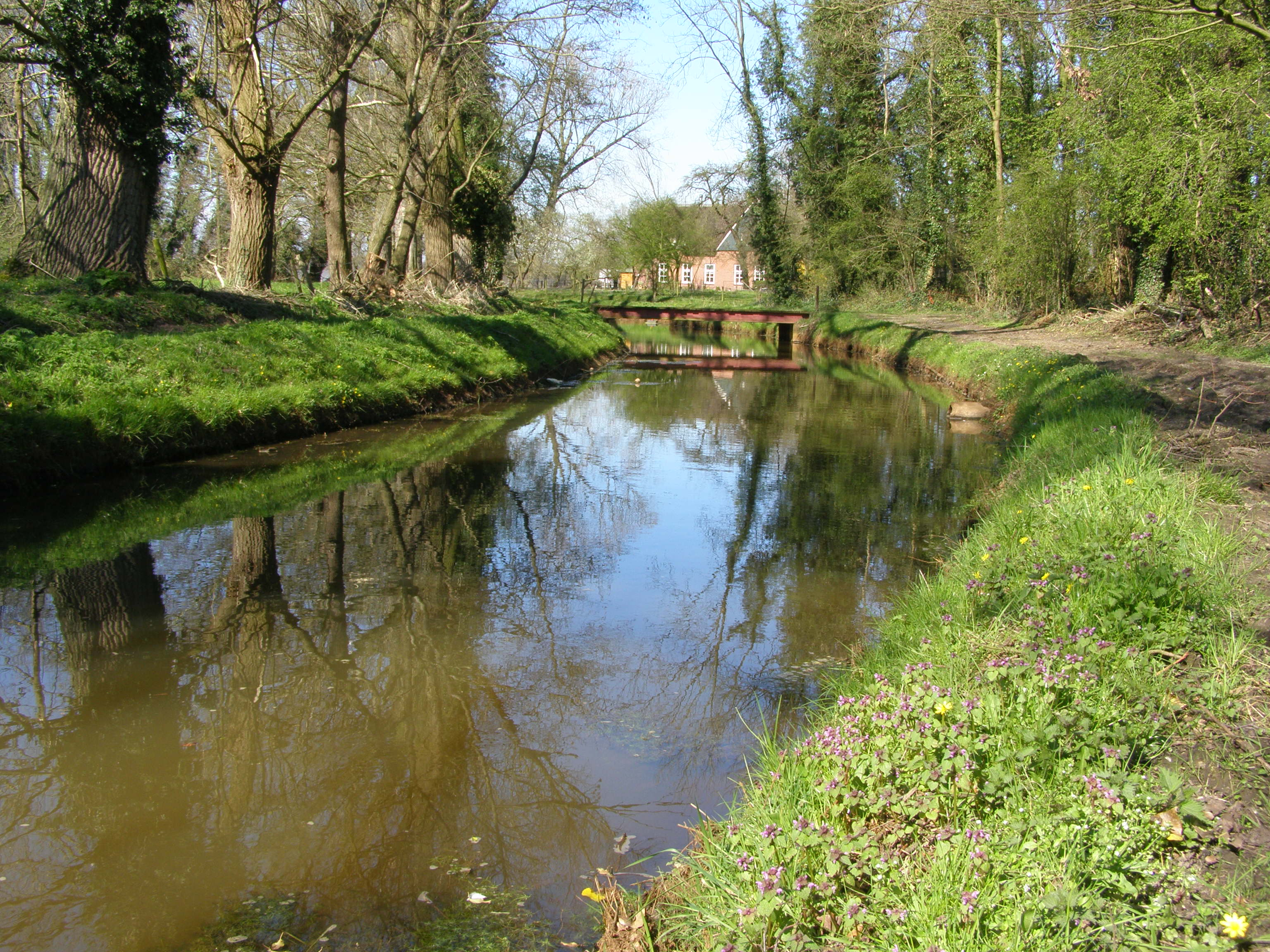

雷赫河（荷兰语：Regge）是荷蘭的河流，位於上艾瑟尔省，屬於費希特河的支流，河道全長46.5公里，流域面積880平方公里，平均流量每秒8立方米，河畔城鎮有奧門。
52°31′N 6°23′E / 52.517°N 6.383°E